# Conceição Lima
Œuvres principales
- O Útero da Casa
- A Dolorosa Raiz do Micondó

Conceição Lima, née le 8 décembre 1961 sur l'île de São Tomé à Santana à São Tomé-et-Principe, est une poétesse, essayiste et journaliste santoméenne. Elle exerce l'activité de journaliste à São Tomé-et-Principe puis au Portugal et publie en parallèle des recueils de poèmes depuis 2004.

## Biographie
Conceição Lima commence à écrire ses poèmes dès l'adolescence avec l'aide de son père. En 1979, à l'âge de dix-neuf ans, elle assiste en Angola à la sixième conférence des écrivains afro-asiatiques. Elle y récite quelques-uns de ses poèmes et est l'une des plus jeunes participantes. Par la suite, ses poèmes sont publiés dans des journaux, des magazines et des anthologies.
Elle est diplômée  en études afro-portugaises et brésiliennes du King's College de Londres et titulaire d'une maîtrise en études africaines de la School of Oriental and African Studies (SOAS). Après avoir étudié le journalisme au Portugal, elle travaille à la radio, à la télévision et dans la presse écrite de son pays natal. En 1993, Conceição Lima créée la publication hebdomadaire indépendante O País Hoje (Le Pays Aujourd'hui), qu'elle dirige, et écrit.
Son premier recueil de poésie, O Útero da Casa a été publié en 2004 à Lisbonne par la maison d'édition portugaise Caminho. Deux ans plus tard paraît chez le même éditeur A Dolorosa Raiz do Micondó (27 poèmes), réédité en 2008, suivi de O País de Akendenguê en 2011.
Membre fondatrice de l'Union des écrivains et artistes santoméens (UNEAS), Conceição Lima travaille actuellement pour le service de langue portugaise de la BBC en tant que journaliste et productrice
Elle publie en 2023, toujours aux éditions Caminho, un recueil de chroniques ainsi qu'un court texte de théâtre intitulé O Mundo visto do Meio

## Œuvre
- 2004 : O Útero da Casa, Caminho, Lisbonne  (ISBN 978-9-7221-1646-6)
- 2006 : A Dolorosa Raiz do Micondó, Caminho, Lisbonne, 78 p. , (ISBN 978-9-7221-1766-1); édition brésilienne Geração Editorial, São Paulo 2012
- 2010 : Manual de Teoria da Tradução, Edições Colibri, Lisbonne  (ISBN 978-9-7277-2993-7)
- 2010 : Dupla Tradução do outro cultural em Luandino Vieira, Edições Colibri, Lisbonne  (ISBN 978-9-7277-2924-1)
- 2011 : O País de Akendenguê, Caminho, Lisbonne  (ISBN 978-9-7221-2133-0)
- 2012 : De Amor e Desamor, Biblioteca 24 horas, São Paulo 2012
- 2015 : Quando Florirem Salambás no Tecto do Pico, édition à compte d'auteur, São Tomé e Príncipe 2015
- 2023 : O Mundo visto do Meio, Caminho, Lisbonne  (ISBN 978-972-21-3196-4)

## Critique
La poésie de Conceição Lima est saluée par la critique littéraire et écrivaine santoméenne Inocência Mata. Selon elle, la poésie de Conceição Lima interpelle l'Europe en l'accusant de la souffrance qu'elle a infligée pendant des siècles à la société santoméenne par l'esclavage et la colonisation. Sa poésie exprime également la désillusion et le malheur dus à la non-réalisation des idéaux de son pays après l'indépendance, période marquée par un climat de répression.

En 2021, son poème Afroinsularidade, extrait du recueil O Útero da Casa, a remporté le concours "Poems in Translation" organisé par la revue Words Without Borders et l'Académie américaine des poètes.

## Conceição Lima en traduction

### en allemand
- Die Gebärmutter des Hauses[7], édition bilingue allemand-portugais, poèmes traduits du portugais par Juana et Tobias Burghardt, Edition Delta, Stuttgart 2010. Cette édition réunit en un volume les deux premiers recueils de l'auteure, O Útero da casa et A dolorosa raiz do micondó.

### en anglais
- Trois poèmes, traduits par Amanda Hopkinson, sont parus en traduction anglaise dans l'édition de septembre 2007 de la revue Words without borders[8]

### en espagnol
- La dolorosa raíz del Micondó[9] (titre original: A dolorosa raiz do Micondó), traduit du portugais par Manuel Moya, Ediciones Baile del Sol, Tegueste (Tenerife) 2011  (ISBN 978-8-4150-1940-4)

### en italien
- La dolorosa radice del micondó[10] (titre original: A dolorosa raiz do Micondó), traduit du portugais par Chiara De Luca, Edizioni Kolibris, Ferrare 2015

### autres langues
- Outre les langues précitées, divers poèmes de Conceição Lima ont été traduits dans des revues et des anthologies en arabe, en français, en galicien, en serbocroate, en tchèque et en turc.